# Classe Sendai
Pour les articles homonymes, voir Sendai (homonymie).
La classe Sendai fut la quatrième classe de croiseurs légers de la marine impériale japonaise construite conjointement aux arsenaux navals de Nagasaki, Yokohama, Kōbe et Sasebo. Ils portent les noms de diverses rivières japonaises. Ils ont participé à de nombreuses actions pendant la Seconde Guerre mondiale sur le théâtre de la guerre du Pacifique.

## Conception
Successeurs des croiseurs de la classe Nagara, les unités de la classe Sendai, basées sur une normalisation de 5 500 tonnes de déplacement, ont été dotées dès l'origine de la torpille Type 93 Long Lance développée après la réussite navale japonaise à la bataille de Port-Arthur durant la guerre russo-japonaise de 1904-1905.
Leurs salles des machines mieux situées permirent d'avoir quatre cheminées au lieu de trois.
Chaque navire a été conçu avec une plate-forme d'envol avec hangar pour leur hydravion embarqué Kawanishi E7K1 Alf. Une catapulte fut installée dès 1929.

## Histoire
Trois unités sur quatre de cette classe ont été construites sur les huit originellement prévues. La dernière, le Kako a été abandonné sur cale du chantier naval de Sasebo en conformité avec les stipulations du traité de Washington de 1922. Les trois unités de cette classe ont participé à de nombreuses actions pendant la Seconde Guerre mondiale et aucune ne survécut à la guerre. Ils servirent essentiellement de leader aux flottilles de destroyers.
Sendai : Dès son lancement, il fut affecté en Chine comme patrouilleur sur la rivière Yangtze. Puis, il servit pendant seconde guerre sino-japonaise (1937-1945), à la bataille de Shanghai. Le 20 novembre 1941, il devient le navire-amiral du contre-amiral Shintarō Hashimoto et il est engagé à l'attaque de Pearl Harbor comme escorteur. Il participe à la bataille de Midway (5 juin 1942) et à la bataille des Salomon orientales (24-25 août 1942). En 1943, il sert au soutien des troupes japonaises sur les diverses opérations dans le Pacifique. Portant la maque du contre-amiral baron Ijuin, il est frappé par un destroyer américain lors de la bataille de la baie de l'Impératrice Augusta du 2 novembre 1943 et coule le lendemain. Le contre-amiral Ijuin sera récupéré quarante-huit heures plus tard par un sous-marin. Il est rayé des listes le 5 janvier 1944.
Jintsu : En 1928, il assure le soutien des troupes japonaises à Shandong, puis il est basé à Tsingtao. De 1929 à 1941, il assure des patrouilles sur les côtes chinoises. En 1941, il devient le navire-amiral du contre-amiral Tanaka et intervient dans l'invasion des Philippines au moment de l'attaque de Pearl Harbor puis des Indes orientales néerlandaises. Il participe ensuite à la bataille de Midway (5 juin 1942), à la bataille des Salomon orientales (24-25 août 1942) où il est gravement endommagé. En janvier 1943, réparé, il redevient le navire amiral du Commandant de la 2e Escadre de destroyers, le contre-amiral Isaki. Lors de la bataille de Kolombangara du 13 juillet 1943, il est touché. Brisé en deux, il coule avec de grosses pertes, dont l'amiral Isaki. Il est rayé des listes le 10 septembre 1943.
Naka : En 1941, il est le navire-amiral du contra-amiral Shōji Nishimura et il est engagé aux Philippines durant l'attaque sur Pearl Harbor, aux Indes orientales néerlandaises et à la bataille de la mer de Java. De 1942 à 1943, il sert essentiellement comme soutien aux troupes japonaises et participe à la bataille du détroit de la Sonde, aux combats des îles Marshall et Nauru. Les 17-18 février 1944, lors de l'opération Hailstone, il est touché par une torpille et une bombe. Brisé en deux, il coule en faisant 210 victimes. Il est rayé des listes le 31 mars 1944.
Kako : Mis sur cale le 15 février 1922 au chantier naval de Sasebo, sa construction est arrêtée par le traité de Washington du 17 mars 1922. Sa carcasse servira pour la future classe de croiseurs lourds Furutaka.

## Les unités de la classe
| Nom    | Lancement       | Armement         | Chantier naval                               | Fin de carrière                                    | Photo |
| ------ | --------------- | ---------------- | -------------------------------------------- | -------------------------------------------------- | ----- |
| Sendai | 30 octobre 1923 | 29 avril 1924    | Mitsubishi Heavy Industries à Nagasaki Japon | coulé le 2 novembre 1943 rayé le 5 janvier 1944    |       |
| Jintsu | 8 décembre 1923 | 31 juillet 1925  | Kawasaki Heavy Industries à Kōbe Japon       | coulé le 13 juillet 1943 rayé le 10 septembre 1943 |       |
| Naka   | 24 mars 1925    | 30 novembre 1925 | Mitsubishi Heavy Industries à Yokohama Japon | coulé le 17 février 1944 rayé le 31 mars 1944      |       |

### Source
- (en) Eric Lacroix et Linton Wells, Japanese cruisers of the Pacific War, Annapolis, Md, Naval Institute Press, 1997, 882 p. (ISBN 978-0-870-21311-3)
- (en) Bob Hackett et Sander Kingsepp, « Stories and Battle Histories of the IJN's Cruiser Force », Combined Fleet